# Baıqońyr
Bajkonur (in kazako Байқоңыр?, Baiqoñyr; in russo Байконур?, Bajkonur) è una città del Kazakistan amministrata dalla Russia come un'enclave. Fu costruita per servire il cosmodromo che fu ufficialmente rinominato in Cosmodromo di Bajkonur dal presidente russo Boris El'cin il 20 dicembre 1995. Fino al 1995 si è chiamata Leninsk.
In origine Bajkonur era una cittadina mineraria a qualche centinaia di chilometri a nordest. Il luogo dei lanci è stato chiamato così per tenere segreta ai paesi occidentali la vera ubicazione del luogo. La fortuna del luogo varia a seconda del programma spaziale russo. Dal cosmodromo di Bajkonur vennero lanciati le Sojuz e gli Sputnik, tra cui il primo satellite della storia: lo Sputnik 1.
L'accesso alla città di Baikonur e al cosmodromo è consentito anche a visitatori stranieri e turisti, tuttavia è necessario ottenere un’autorizzazione speciale rilasciata dall’agenzia spaziale russa Roscosmos.

## Storia
Il Baikonur originale (dal kazako "ricco marrone", ovvero "terra fertile con molte erbe") è una città mineraria situata a circa 320 chilometri a nord-est dell’attuale sito omonimo, nei pressi di Dzhezkazgan, nell'oblast' di Karagandy. A partire dal lancio della Vostok 1 nell'aprile del 1961, il nome "Baikonur" fu attribuito al sito di lancio per generare confusione e mantenerne segreta l’ubicazione. La stazione ferroviaria di Baikonur, che precede la base, conserva ancora l'antico nome di Tjuratam. Questa era infatti la stazione ferroviaria (capolinea) sovietica sulla linea Mosca–Tashkent, da cui inizialmente prese nome anche il cosmodromo.
Le sorti della città sono state strettamente legate all’andamento del programma spaziale sovietico e, in seguito, russo, e del relativo Cosmodromo di Baikonur.
A causa della sua rilevanza militare e scientifica, la città fu dichiarata città chiusa dalle autorità sovietiche. Durante il periodo sovietico precedente alla perestrojka, non compariva sulle mappe accessibili al pubblico.
Il governo sovietico istituì, con decreto del 12 febbraio 1955, il Poligono di Ricerca e Sperimentazione n°5 (NIIIP-5, acronimo di in russo Научно-исследовательский испытательный полигон №5?, Naučno-issledovatel'skij ispytatel'nyj poligon №5). Il 5 agosto 1957, un aereo da ricognizione statunitense U-2 fotografò per la prima volta il poligono missilistico di Tjuratam (il cosmodromo di Baikonur).
La città conserva uno stretto legame con la storia dell’esplorazione spaziale, e la maggior parte dei suoi luoghi d'interesse è connessa all’attività missilistica e astronautica del cosmodromo. Fanno eccezione solo pochi elementi, tra cui una vecchia locomotiva, una chiesa ortodossa e una moschea di recente costruzione.

## Amministrazione
Il sindaco della città è designato con accordo tra il presidente russo e quello kazako. La città è sotto giurisdizione russa, comprese quelle in maniera fiscale, a cui sono aggiunte le leggi kazake. Le dogane (che gestiscono l'aeroporto) e le forze dell'ordine sono kazake.
Dal punto di vista amministrativo, la città appartiene al distretto di Odincovo dell'oblast' di Mosca.
L'elenco cronologico dei capi dell'amministrazione (sindaci) è il seguente:
- Vitalij Alekseevič Brynkin – dal 17 febbraio 1992 al 23 dicembre 1994[9][10]
- Gennadij Dmitrievič Dmitrienko – dal 23 dicembre 1994 al 2002[11]
- Aleksandr Fëdorovič Mezentsev– dal 16 maggio 2002 al 10 settembre 2013[12]
- Anatolij Pavlovič Petrenko – dal 16 settembre 2013 al 30 maggio 2017[13]
- Konstantin Dmitrievič Busygin – in carica dal 30 maggio 2017.

## Galleria d'immagini

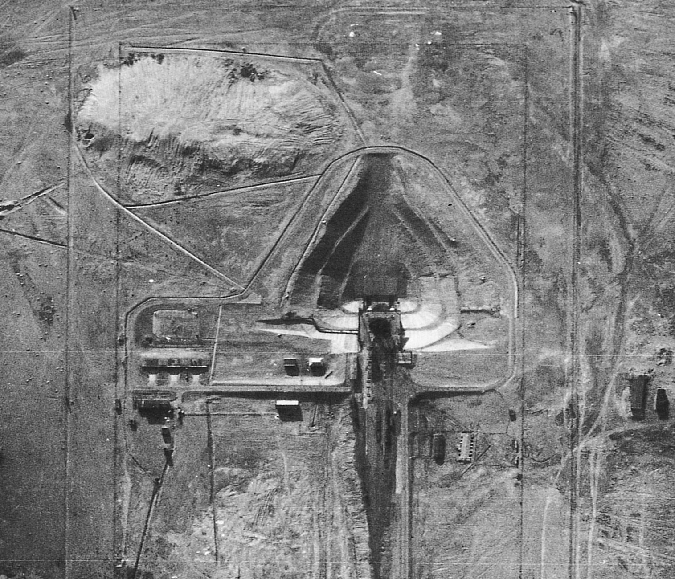
Immagine di ricognizione aerea scattata da un aereo U-2 della rampa di lancio R-7 a Toretam
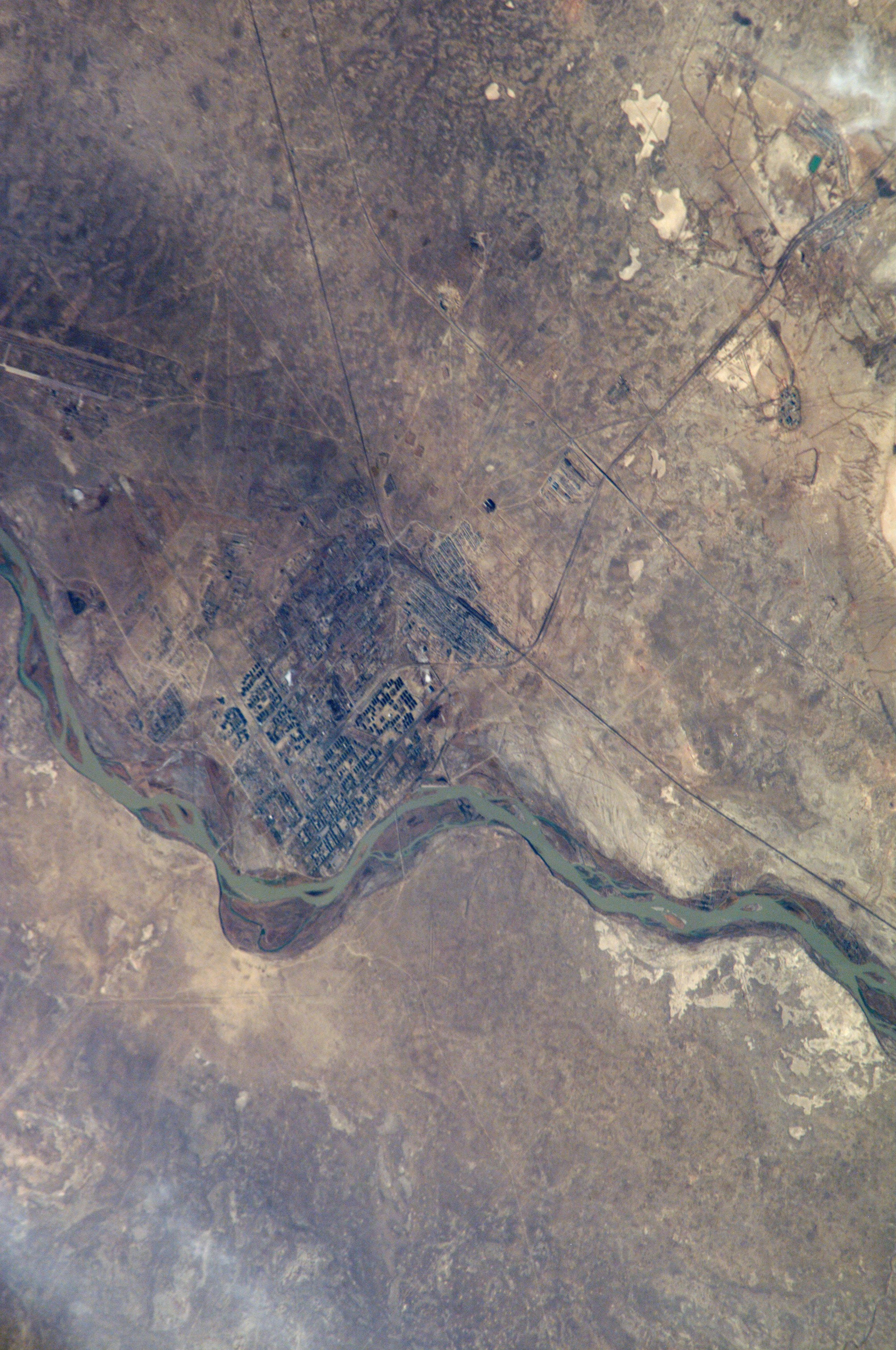
Bajkonur e il fiume Syrdar'ja
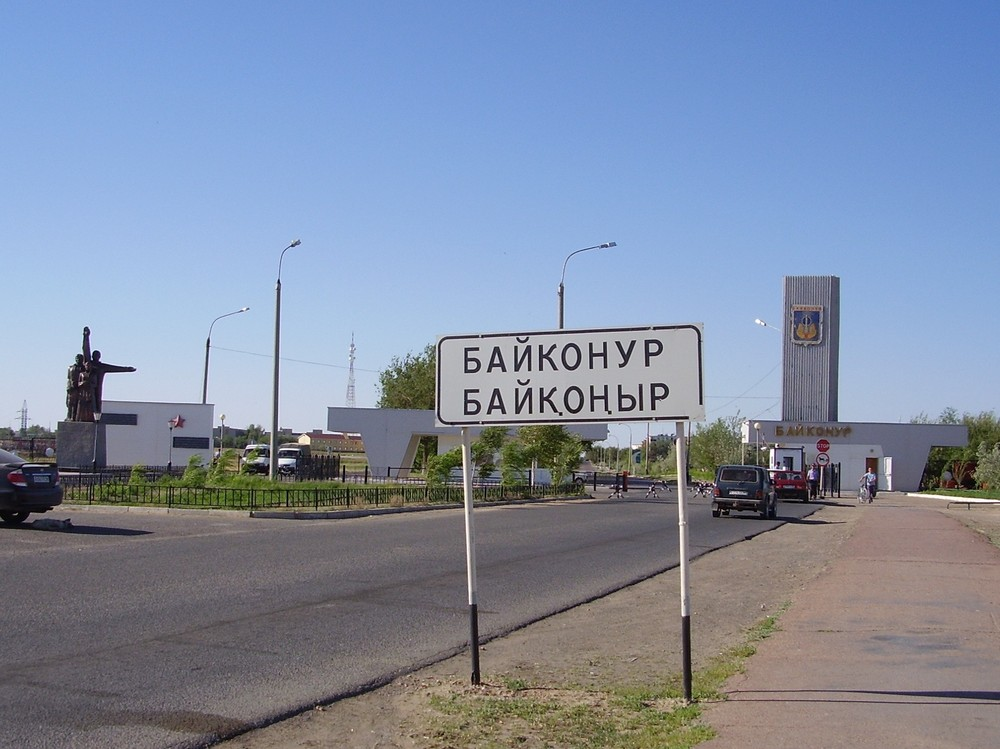
Ingresso alla città
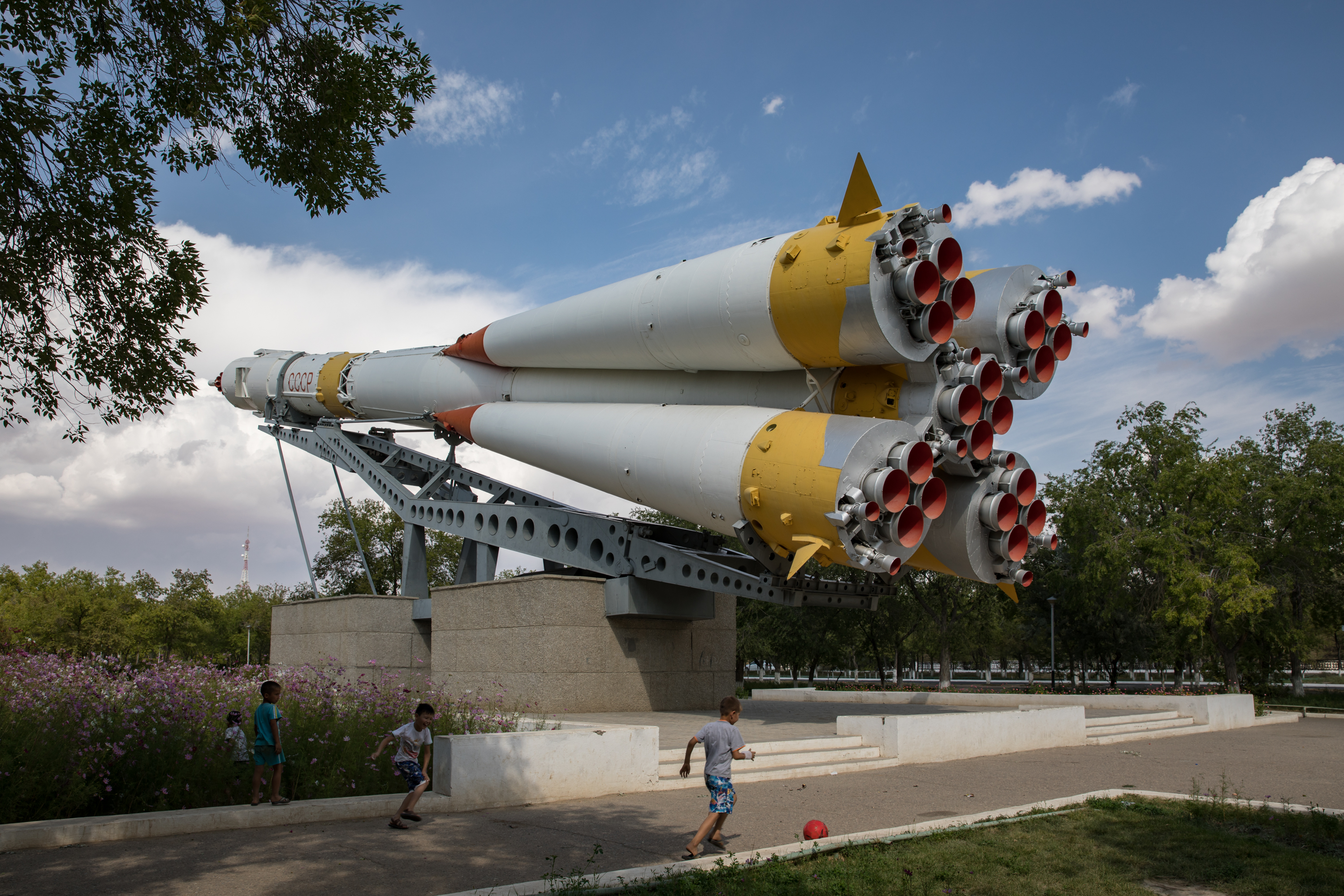
Monumento Raketa-nositel' "Sojuz"